# Miracle of Love
Miracle of Love is een sekte met het hoofdcentrum in Denver, Colorado. De organisatie wordt geleid door twee spirituele leiders, Kalindi La Gourasana en de Lady, die beiden in de leer zijn geweest bij Gourasana.
De Miracle of Love heeft ten doel mensen te ondersteunen bij het verdiepen van hun verbinding met God. De grondslag van de organisatie is de leer van Gourasana (verdiepen van de verbinding met God) om uiteindelijk vrede op aarde te bereiken met en in God. Hierbij worden alle religies als mogelijke weg naar God beschouwd en erkend.
De organisatie tracht haar doel, zoals omschreven in de statuten van de Kamer van Koophandel, te bereiken door:
- het organiseren van meditatie gelegenheden, waarbij de Modern Day Meditation (MDM) wordt geleerd.
- het organiseren van seminars zoals "De Seminar" en retraites.
- verbreiding van de leer van Gourasana in woord en geschrift
Volgens de website van de Miracle of Love bieden zij tevens een "Path to Ultimate Freedom" (een spritueel programma om de mensen die dat willen vrij te laten breken uit de "Cyclus van geboorte en dood" en thuis te brengen naar God in dit leven). Een ander programma is de "Freedom Walk".
Sinds 2006 lijkt de beweging zich meer in de openheid te presenteren. Zo plaatste de beweging enkele films van Kalindi op YouTube, overigens zonder kritiek toe te staan in commentaar.

## Geschiedenis
Miracle of Love is opgericht in 1987 in San Diego door David Swanson, zijn vrouw Carole Seidman (de latere Kalindi), Gayle (nu bekend als "The Lady"), en een aantal andere volgelingen. Hun claim is dat David Swanson een transformatie had ondergaan toen hij accepteerde dat zijn lichaam overgenomen werd door een "incarnatie van God", genaamd Lord Gourasana. Seidman/Kalindi en Gayle ontvingen Gourasana's lessen en werden uitgeroepen tot "Spirituele Meesters" door Gourasana.
De leer van Gourasana is onder andere gepubliceerd in "Breaking The Cycle of Birth and Death" en "The Radical Path Home".
In 1995 stierf David Swanson. Zijn lichaam zou de energie van de entiteit Gourasana niet langer hebben kunnen verdragen. Kalindi nam de spirituele leiding over, wijzigde haar naam in Kalindi la Gourasana om aan te geven dat zij de "Incarnatie van God" accepteerde, en "Lady" Gayle werd de tweede spirituele meester van de beweging. Sinds die tijd zijn er verschillende leden van de binnenste cirkel uitgeroepen tot "Spirituele Meesters", en heeft de groep gemeenschappen gesticht in San Francisco, Asheville en andere Amerikaanse steden, Duitsland, Argentinië, Australië, Zwitserland, IJsland en Nederland.
Op 18 april 2010 stierf Seidman. Ze werd opgevolgd door "The Lady". Deze heeft de organisatie omgedoopt in The Center of the Golden One.

## Dogma/filosofie
De Miracle of Love filosofie gaat uit van reïncarnatie. Ieder mens bewandelt in talloze op elkaar volgende levens een pad naar vrijheid, een weg terug naar "huis", dat wil zeggen naar volledige hereniging met de Goddelijke energie. Het leven hier op aarde is er een van pijn, lijden waarin we gebonden worden door onze gehechtheid aan de "Illusie", terwijl we telkens sterven en weer geboren worden in de "Cyclus van leven en dood" (reïncarnatie). Dit zou ons afhouden van verblijven in de eeuwigheid met God.
De Miracle of Love beweert dat de mensheid losgebroken kan worden uit deze cyclus en "thuis bij God kan komen tijdens dit leven" door volledige overgave aan Lord Gourasana en Kalindi la Gourasana, de leer van Gourasana en Kalindi op te volgen, en de Modern Day Meditation te beoefenen om te breken met onze gehechtheid aan het lijden zelf (zoals bijvoorbeeld angst) en de "hunkering" naar macht en bezit. Het ultieme doel is om nooit meer herboren te hoeven worden in dit leven, maar te blijven bij God in een staat van eeuwige gelukzaligheid en liefde.

## Kritiek
Sommige critici beschouwen de organisatie als een sekte volgens de criteria van Robert Jay Lifton voor sektes. Deze kritiek is onder meer gebaseerd op een undercover-artikel van Jill Kramer, een aantal artikelen in het Algemeen Dagblad, en getuigenissen van ex-cursusdeelnemers op onder meer de site van onderzoeker Rick Ross.
De methoden die in de Intensive gebruikt worden lijken sterk op de technieken beschreven in het boek "Large Group Awareness Trainings" door methoden te gebruiken die toestanden van "...verhoogde communicatie en intensievere beleving..." tot stand brengen. Ze zijn volgens de critici "...deels psychotherapie, deels spiritueel, en deels zaken...". Op 27 februari 2011 zond Undercover in Nederland een reportage uit over een undercoveractie bij Miracle of Love. In de reportage was te zien dat een aantal mensen op het eind van een seminar spontaan naakt of vrijwel naakt gingen dansen. Ook werd degene die undercover was gevraagd om eventueel een donatie-formulier in te vullen en om het bedrag thuis online over te maken. Mevr. Magda Berndsen van D'66 drong naar aanleiding van de uitzending aan op meer onderzoek naar dit soort bewegingen. Ze heeft Kamervragen gesteld aan minister Ivo Opstelten, toenmalig minister van justitie. Hij constateerde echter vrijwillige deelname en geen strafbare feiten.